# Savoia-Marchetti SM.82 Canguru
Савойя-Маркетти СМ.82 «Кенгуру» (итал. Savoia-Marchetti SM.82 Canguru) — итальянский транспортный самолёт времён Второй мировой войны, мог так же использоваться как бомбардировщик.

## История
SM.82 создавался на основе прежней модели транспортного самолёта SM.75, однако по требованию, выданному Королевскими ВВС Италии к тяжёлому транспортному самолёту, получил более вместительный широкий и длинный фюзеляж, изготовленный из стальных труб и обшитый полотном. Самолёт мог перевозить до 40 десантников и крупногабаритные грузы, например, истребитель Fiat CR.42 со снятыми плоскостями и хвостовым оперением, для этого в боковой части имелся большой грузовой люк и погрузочный механизм. Схема самолёта была по-прежнему традиционной для итальянских транспортников и бомбардировщиков — трехмоторный низкоплан смешанной конструкции. Три радиальных двигателя Alfa Romeo 128 RC.18 развивали до 950 лошадиных сил каждый. Вооружение самолёта могло состоять из трех пулеметов калибром 7,7-мм и одного крупнокалиберного пулемета 12,7-мм. Также мог выступать в роли бомбардировщика, неся 4000 кг бомб.
Первый прототип поднялся в воздух в 1939 году и после успешных испытаний был рекомендован к серийному производству. В том же году SM.82 установил мировой рекорд дальности по замкнутому маршруту. Всего он пролетел 12943 км.
В распоряжение Королевских ВВС Италии первые «Кенгуру» стали поступать в 1940 году в Итальянскую Восточную Африку для переброски истребителей. После вступления Италии в войну в июне 1940 года были 607-я и 608-я эскадрильи 149-й группы «Т», базировавшиеся в Неаполе. С 1941 года стали поступать самолёты бомбардировочных модификаций. В частности они применялись для налётов на Палестину, которая в то время была подмандатной Великобритании. Однако эти бомбардировщики рассматривались как временная мера, до принятия на вооружение стратегических бомбардировщиков Piaggio P.108B.
После капитуляции Италии в сентябре 1943 года значительное количество самолётов досталось как союзникам, так и немцам. Немцы охотно использовали их в Люфтваффе, в качестве транспортных машин. После окончания войны около трех десятков SM.82 продолжили службу уже в ВВС Республики Италия вплоть до 1960 года.

## Модификации
- Savoia-Marchetti SM.82PD — рекордный самолёт.
- Savoia-Marchetti SM.82P — модификация для парашютистов.
- Savoia-Marchetti SM.82bis — усовершенствованная модификация с двигателями Piaggio P.XII.
- Savoia-Marchetti SM.82LW — модификация для Люфтваффе, выпускалась с 1944 года.
- Savoia-Marchetti SM.82PW — послевоенная модификация с американскими двигателями Pratt & Whitney R-1830.

## Страны эксплуатанты
- Италия
- Нацистская Германия
- Италия

## Технические характеристики
- Длина — 22,90 м
- Размах крыла — 29,68 м
- Площадь крыла — 118,60 м.кв.
- Высота — 6,00 м
- Вес пустого — 10550 кг
- Вес взлётный — 18200 кг
- Скорость максимальная — 370 км\ч
- Скорость крейсерская — 289 км\ч
- Дальность — 3000 км
- Потолок — 6000 метров
- Экипаж — 4 человека
- Двигатель — три звездообразных Alfa Romeo 128 RC.21, мощностью 950 л. с. каждый
- Вооружение — один 12,7-мм и четыре 7,7-мм пулемета Breda-SAFAT
- Полезная нагрузка — до 4000 кг бомб или аналогичный по массе груз